# Va' har du under blusen, Rut?
Va' har du under blusen, Rut? är en sång skriven av Lennart Witoslaw (född 1950), och ursprungligen inspelad av honom och släppt på singel 1973, med Porriga Billy som B-sida. Även Schytts spelade in den, och släppte den på singel 1974, med En annan stad, en annan vän ("Another Town, Another Train") som B-sida. 1974 spelades den även in av Stefan Rüdén, Tre blå, Winners och Zenits.
Låten spelades även in av Streaplers på albumet Alltid på väg från 1973, och släpptes även som singel 1974. Den låg även på Svensktoppen i sex veckor under perioden 17 mars-21 april 1974, och låg som högst på femte plats.
1975 spelades den in av musikern Nils Dacke på Nils Dacke spelar partyorgel. Den spelades 1975 även in av Lasse Green.
1995 spelade Flintstens med Stanley in låten på Stenhårda låtar 1.
I Dansbandskampen 2008 framfördes låten av Zlips.